# 24968 Chernyakhovsky
24968 Chernyakhovsky è un asteroide della fascia principale. Scoperto nel 1998, presenta un'orbita caratterizzata da un semiasse maggiore pari a 2,3314674 UA e da un'eccentricità di 0,0789537, inclinata di 5,66624° rispetto all'eclittica.